# Titanoderma ramosissimum
Titanoderma ramosissimum (Heydrich) Bressan & Cabioch, 2004  é o nome botânico  de uma espécie de algas vermelhas pluricelulares do gênero Titanoderma, família Corallinaceae.
- São algas marinhas encontradas na Argélia.

## Sinonímia
- Lithophyllum cristatum f. ramosissima  Heydrich, 1902